# I Gotta Feeling
Singles de The Black Eyed Peas
Boom Boom Pow Meet Me Halfway
Pistes de The END
Imma Be Alive
I Gotta Feeling est le cinquième titre de l'album The END du groupe américain The Black Eyed Peas. Réalisé et composé par Fred Rister, le titre sort en single le 21 mai 2009.
Ce titre reste quatorze semaines numéro 1 aux États-Unis et connait également un succès international en atteignant la première place de nombreux classements musicaux et reste présent 26 semaines en tête des ventes, devenant ainsi le single du groupe ayant eu le plus de succès.
Le titre marque par ailleurs le début du succès de l’électro aux États-Unis, style musical jusqu'alors peu populaire.
Le texte de la chanson évoque l'envie de passer une bonne soirée et de s'amuser : « I gotta feeling... that tonight's gonna be a good night » (« J'ai le sentiment… que cette nuit va être une bonne nuit »).

## Historique

### Préambule
Fred Rister élabore et compose ce qui deviendra le titre Love Is Gone. Le remix réalisé par Fred Rister & Joachim Garraud sera la version officielle du titre. Le single, premier extrait de l'album Pop Life de Guetta sort au printemps 2007. Il fait une entrée timide au Billboard Hot 100 mais se voit régulièrement programmé dans les discothèques et sur les radios américaines. Jusqu'alors, Guetta est peu connu aux États-Unis mais les choses changent avec ce morceau qui devient un succès en clubs « dance » mais également hip-hop. Fin 2008, will.i.am des Black Eyed Peas contacte le DJ français pour savoir s'il peut réaliser « quelques prods pour leur prochain album. »

### Construction du titre
Selon will.i.am, ce titre est né d'un simple échange de courriel entre David Guetta et les Black Eyed Peas, encore auréolés du succès de leur album Monkey Business (2005). David Guetta précise en janvier 2010, dans l'émission La nuit nous appartient, que l'histoire commence avec un SMS que lui envoie will.i.am pour lui demander s'il peut l'appeler. Cet instrumental est initialement un travail de studio non destiné au groupe américain mais bien au futur album de Guetta. I Gotta Feeling composé par Fred Rister reprend ainsi la structure musicale, surtout le son de guitare, de Love Is Gone,. À la suite du SMS, will.i.am téléphone donc à David Guetta. Le DJ français lui fait écouter l'instrumental sur lequel il travaille. La réaction de will.i.am est instantanée : « je veux cette putain de chanson pour mon album ! » s'écrit-il.
Ce son instrumental est ensuite envoyé en MP3 par mail au chanteur américain, lui-même envoyant en réponse, quelques jours après, les voix à poser dessus, refrain et couplets compris. À ce moment-là, les choses accélèrent pour Guetta : il part à Los Angeles aux studios d'Interscope, le lieu d'enregistrement habituel du groupe ; « j'étais vraiment impressionné, comme un gamin » dit-il. En quelques jours le titre est bouclé. De son côté, will.i.am fait largement la promotion pour le DJ français : « vu qu'il a apparemment dit beaucoup de bien de moi, tout le monde m'a appelé sur mon portable suite à cette session » affirme Guetta. Par réciprocité, alors que Guetta produit ce titre ainsi que Rock That Body, il demande plus tard au chanteur des Black Eyed Peas de participer à son album One Love sur deux morceaux.
I Gotta Feeling sort en mai 2009. Dès que les premiers chiffres tombent, David Guetta pressent « un très gros succès ». C'est la première fois que les Black Eyed Peas atteignent la première place des hit-parades ; le titre y reste quatorze semaines et se vend à des millions d'exemplaires. Cela fait une décennie qu'un titre n'est pas resté aussi longtemps en tête des classements. iTunes et YouTube voient leur fréquentation exploser. Cumulant les superlatifs avec plus de vingt millions d'exemplaires vendus, malgré une industrie du disque alors en déclin à cause d'internet, il entre dans le Livre Guinness des records. Pour Guetta, c'est la consécration aux États-Unis ; le succès de ce titre lui ouvre les portes pour de nouvelles collaborations telles Britney Spears, Madonna  pour une courte collaboration, Rihanna ou encore Lady Gaga. Les Black Eyed Peas sont enfin nommés deux fois pour ce single lors des Grammy Awards 2010, dans la catégorie Enregistrement de l'année et Meilleure prestation vocale.

### Postérité
Les Black Eyed Peas participent au show d'Oprah Winfrey sur CBS le 9 septembre 2009 ; c'est l'anniversaire de l'émission et plus de vingt mille invités sont présents sur Michigan Avenue à Chicago, dans une débauche de moyens techniques. « We are calling the number one chart toppers in America » (« Nous appelons le numéro un des classements en Amérique ») crie la maître de cérémonie alors qu'une bande-annonce est lancée sur l'écran géant ; à la fin de la vidéo, le groupe monte sur scène avec Boom Boom Pow puis entame I Gotta Feeling. Le public se fige alors, sans réaction. Seule une jeune femme, comme dans un état second, danse au premier rang, noyée au milieu d'une foule immobile. Puis, un premier mouvement de danse synchronisé apparait autour de la fille solitaire, puis un second, un troisième ; le nombre de danseurs croit de façon exponentielle. Oprah Winfrey semble surprise. C'est alors l'un des premiers et plus gros « flash mob » du monde.
Le succès est international et I Gotta Feeling devient l'hymne officiel de l'équipe nationale de football portugaise pour la Coupe du monde de football de 2010, des Jeux Olympiques d'Hiver au Canada la même année, et de la Coupe du monde de rugby en Nouvelle-Zélande l'année suivante où il se voit diffusé entre les hymnes nationaux et le coup d'envoi des matchs. « Il faut voir les supporters des deux équipes debout, sautant, frappant dans leurs mains, reprenant les paroles en cœur. Une minute très night club ! ». Il est également utilisé comme générique des NRJ Music Awards 2010 et 2011.
Alors que le titre est déjà entré dans l'histoire, Fred Rister et David Guetta essuient une instruction en justice pour plagiat, en 2011, à New York ; les deux producteurs, ainsi que will.i.am sont auditionnés à propos de la partition de guitare du tube ressemblant à celle d'un morceau antérieur de l'accusateur. Mais après deux ans de procédure, le procès n'a pas lieu, le plaignant ayant menti et ses arguments se retournant contre lui. Malgré tout, durant cette période, des médias, peu aux faits de la réalité, se déchainent contre les Français.

## Clip vidéo
Les Black Eyed Peas font la fête dans une propriété avec des amis, avec des petites apparitions de personnalités telles que Kid Cudi ou encore Katy Perry. David Guetta y fait également une apparition et le lendemain du tournage du clip, il enregistre avec Kid Cudi aux Westlake Recording Studios (en).

## Liste des pistes
- Téléchargement digital (version internationale)

1. I Gotta Feeling — 4:49

- Royaume-Uni CD Single[c 1]

1. I Gotta Feeling (Radio Edit) — 4:06
2. Boom Boom Pow (David Guetta's Electro Hop Remix) — 4:05

- Allemagne CD Single

1. I Gotta Feeling (Radio Edit) — 4:06
2. Boom Boom Guetta (David Guetta's Electro Hop Remix) — 4:05
3. I Gotta Feeling (Instrumental Version) — 4:49
4. I Gotta Feeling (Official Video) — 4:52

- Téléchargement digital E.P.[c 2]

1. I Gotta Feeling (David Guetta's FMIF Remix) — 6:12
2. I Gotta Feeling (Printz Board vs. Zuper Blahq Remix) — 5:04
3. I Gotta Feeling (Laidback Luke Remix) — 6:28
4. I Gotta Feeling (Zuper Blahq Remix) — 5:48
5. I Gotta Feeling (Taboo's Broken Spanglish Remix) — 4:51

## Historique de sortie
| Pays        | Format    | Date            | Label              |
| ----------- | --------- | --------------- | ------------------ |
| États-Unis  | AirPlay   | 16 juin 2009    | Interscope Records |
| Australie   | CD single | 10 juillet 2009 | Interscope Records |
| Allemagne   | CD single | 10 juillet 2009 | Interscope Records |
| Royaume-Uni | CD single | 10 août 2009    | Interscope Records |
| France      | CD single | 16 juin 2009    | Polydor            |

## Récompenses
- NRJ Music Awards 2010 : Chanson Internationale de l'Année
- Grammy Awards 2010

## Classements et certifications
La chanson a été téléchargée plus de 6 433 450 fois sur iTunes aux États-Unis, devenant en 2009 la chanson la plus téléchargée de tous les temps dans ce pays.
| Classement (2009–2010)                          | Meilleure position |
| ----------------------------------------------- | ------------------ |
| Allemagne (Media Control AG)                    | 3                  |
| Australie (ARIA)                                | 1                  |
| Autriche (Ö3 Austria Top 40)                    | 1                  |
| Belgique (Flandre Ultratop 50 Singles)          | 1                  |
| Belgique (Wallonie Ultratop 50 Singles)         | 1                  |
| Brésil (Brasil Hot 100 Airplay)                 | 1                  |
| Canada (Canadian Hot 100)                       | 1                  |
| Canada (Hot Canadian Digital Singles)           | 1                  |
| Danemark (Tracklisten)                          | 1                  |
| Espagne (PROMUSICAE)                            | 2                  |
| États-Unis (Billboard Hot 100)                  | 1                  |
| États-Unis (Hot Adult Contemporary)             | 16                 |
| États-Unis (Hot 100 Airplay)                    | 1                  |
| États-Unis (Hot Adult Top 40 Tracks)            | 27                 |
| États-Unis (Hot Dance Club Play)                | 29                 |
| États-Unis (Hot Digital Songs)                  | 1                  |
| États-Unis (Hot Latin Songs)                    | 12                 |
| États-Unis (Hot Rap Tracks)                     | 1                  |
| États-Unis (Hot RingMasters)                    | 3                  |
| États-Unis (Latin Pop Airplay)                  | 6                  |
| États-Unis (Pop 100)                            | 3                  |
| États-Unis (Pop 100 Airplay)                    | 5                  |
| États-Unis (Rhythmic Top 40)                    | 12                 |
| États-Unis (Top 40 Mainstream)                  | 1                  |
| États-Unis (Tropical/Salsa)                     | 8                  |
| Europe (Euro Digital Songs)                     | 1                  |
| Europe (European Hot 100)                       | 1                  |
| Finlande (Suomen virallinen lista)              | 5                  |
| France (SNEP)                                   | 2                  |
| Grèce (IFPI)                                    | 1                  |
| Hongrie (Dance Top 40 lista)                    | 4                  |
| Hongrie (Editors' Choice rádiós játszási lista) | 3                  |
| Hongrie (Rádiós Top 40 játszási lista)          | 2                  |
| Irlande (IRMA)                                  | 1                  |
| Italie (FIMI)                                   | 1                  |
| Japon (Hot 100)                                 | 55                 |
| Norvège (VG-lista)                              | 2                  |
| Nouvelle-Zélande (RMNZ)                         | 1                  |
| Pays-Bas (Nederlandse Top 40)                   | 1                  |
| Pays-Bas (Single Top 100)                       | 3                  |
| Pologne (ZPAV)                                  | 20                 |
| République tchèque (Radio Top 100 Oficiální)    | 1                  |
| Roumanie (Romanian Top 100)                     | 1                  |
| Royaume-Uni (UK R&B Chart)                      | 1                  |
| Royaume-Uni (UK Singles Chart)                  | 1                  |
| Slovaquie (IFPI Rádio)                          | 1                  |
| Suède (Sverigetopplistan)                       | 1                  |
| Suisse (Schweizer Hitparade)                    | 1                  |

| Classement (2011)                          | Meilleure position |
| ------------------------------------------ | ------------------ |
| Belgique (Wallonie Back Catalogue Singles) | 1                  |
| Belgique (Wallonie Ultratop 50 Singles)    | 45                 |
| Espagne (PROMUSICAE)                       | 32                 |
| France (SNEP)                              | 25                 |
| Pays-Bas (Single Top 100)                  | 19                 |

| Classement (2012)                         | Meilleure position |
| ----------------------------------------- | ------------------ |
| Belgique (Flandre Back Catalogue Singles) | 2                  |
| France (SNEP)                             | 73                 |
| Royaume-Uni (UK Singles Chart)            | 47                 |

| Classement (2013)            | Meilleure position |
| ---------------------------- | ------------------ |
| Autriche (Ö3 Austria Top 40) | 73                 |
| France (SNEP)                | 134                |

| Classement (2009)                               | Position |
| ----------------------------------------------- | -------- |
| Allemagne (Media Control AG)                    | 9        |
| Australie (Top 100 Singles)                     | 1        |
| Australie (Top 50 Dance Singles)                | 1        |
| Australie (Top 50 Digital Tracks)               | 1        |
| Autriche (Ö3 Austria Top 40)                    | 3        |
| Belgique (Flandre Ultratop 50)                  | 4        |
| Belgique (Wallonie Ultratop 50)                 | 3        |
| Canada (Canadian Hot 100)                       | 1        |
| Espagne (Promusicae)                            | 5        |
| États-Unis (Billboard Hot 100)                  | 4        |
| France (Classement Radios)                      | 1        |
| France (Classement Singles)                     | 27       |
| France (Classement Téléchargements Singles)     | 3        |
| Hongrie (Dance Top 40 lista)                    | 33       |
| Hongrie (Editors' Choice rádiós játszási lista) | 21       |
| Hongrie (Rádiós Top 40 játszási lista)          | 42       |
| Italie (FIMI)                                   | 1        |
| Nouvelle-Zélande (RIANZ)                        | 1        |
| Pays-Bas (Nederlandse Top 40)                   | 1        |
| Pays-Bas (Single Top 100)                       | 6        |
| Royaume-Uni (UK Singles Chart)                  | 2        |
| Suède (Sverigetopplistan)                       | 7        |
| Suisse (Schweizer Hitparade)                    | 7        |

| Classement (2010)                               | Position |
| ----------------------------------------------- | -------- |
| Allemagne (Media Control AG)                    | 46       |
| Australie (Top 50 Dance Singles)                | 12       |
| Australie (Top 100 Singles)                     | 53       |
| Autriche (Ö3 Austria Top 40)                    | 68       |
| Belgique (Flandre Ultratop 50)                  | 9        |
| Belgique (Wallonie Ultratop 50)                 | 6        |
| Canada (Canadian Hot 100)                       | 10       |
| Espagne (Promusicae)                            | 27       |
| États-Unis (Billboard Hot 100)                  | 29       |
| Europe (European Hot 100)                       | 11       |
| France (Classement Radios)                      | 1        |
| France (Classement Téléchargments Singles)      | 10       |
| Hongrie (Dance Top 40 lista)                    | 27       |
| Hongrie (Editors' Choice rádiós játszási lista) | 15       |
| Hongrie (Rádiós Top 40 játszási lista)          | 2        |
| Italie (Top 100 Download)                       | 39       |
| Pays-Bas (Single Top 100)                       | 7        |
| Royaume-Uni (UK Singles Chart)                  | 72       |
| Suisse (Schweizer Hitparade)                    | 17       |

| Classement (2000–2009)         | Position |
| ------------------------------ | -------- |
| Australie (Top 100 Singles)    | 3        |
| Autriche (Ö3 Austria Top 40)   | 5        |
| États-Unis (Billboard Hot 100) | 5        |
| Royaume-Uni (UK Singles Chart) | 18       |

| Classement                      | Position |
| ------------------------------- | -------- |
| Australie (ARIA)                | 2        |
| Belgique (Flandre Ultratop 50)  | 2        |
| Belgique (Wallonie Ultratop 50) | 4        |
| France (SNEP)                   | 6        |
| Irlande (IRMA)                  | 9        |
| Nouvelle-Zélande (RIANZ)        | 11       |
| Pays-Bas (Nederlandse Top 40)   | 42       |
| Pays-Bas (Single Top 100)       | 1        |
| Suède (Sverigetopplistan)       | 17       |

### Certifications
| Pays                            | Certification |
| ------------------------------- | ------------- |
| Allemagne (BVMI)                | Platine       |
| Australie (ARIA)                | 5 × Platine   |
| Belgique (Flandre Ultratop 50)  | 2 × Platine   |
| Belgique (Wallonie Ultratop 40) | 2 × Platine   |
| Canada (CRIA) (Digital)         | Diamant       |
| Danemark (IFPI)                 | Platine       |
| Espagne (Promusicae)            | 3 × Platine   |
| États-Unis (RIAA)               | Diamant       |
| France (SNEP)                   | Platine       |
| Grèce                           | Or            |
| Italie (FIMI)                   | 2 × Platine   |
| Japon (Téléchargement mobile)   | Or            |
| Nouvelle-Zélande (RIANZ)        | 3 × Platine   |
| Royaume-Uni (BPI)               | 2 × Platine   |
| Suède (IFPI)                    | Platine       |
| Suisse (IFPI)                   | 2 × Platine   |